# Maria Hedwig de Sulzbach
Maria Edwing del Palatinat-Salzbach (en alemany Marie Hedwig Auguste von Pfalz-Sulzbach) va néixer a Sulzbach (Alemanya) el 15 d'abril de 1650 i va morir a Hamburg el 23 de novembre de 1681. Era una noble alemanya, filla del comte Cristià August (1622-1708) i d'Amàlia de Nassau-Siegen (1615-1669).

## Martrimoni i fills
El 3 de juny de 1665 es va casar amb l'arxiduc Segimon Francesc d'Àustria-Tirol (1630-1665), fill de l'arxiduc d'Àustria Leopold V d'Àustria (1586-1632) i de Clàudia de Mèdici (1604-1648). Però, dotze dies després del matrimoni, quan anava a reunir-se amb la seva esposa, va caure greument malalt i va morir a Innsbruck.
El 9 d'abril de 1668 es va casar a Sulzbach amb Juli Francesc de Saxònia-Lauenburg (1641-1689), fill del duc Juli Enric (1586-1665) i de la seva tercera dona Anna Magdalena de Lobkowitz (1609-1668). El matrimoni va tenir tres filles: 
- Maria Anna (1670-1671)
- Anna Maria (1672-1741), casada primer amb Felip Guillem de Neuburg (1668-1693) (1668-1693), i després amb el gran duc Joan Gastó de Mèdici (1671-1737).
- Sibil·la Augusta (1675-1733), casada amb Lluís Guillem de Baden-Baden (1655-1707).